# BMW Sauber F1.06
La BMW Sauber F1.06 è stata la prima vettura del team BMW Sauber, che ha gareggiato nella stagione 2006 della Formula Uno. La Sauber, dopo essere stata motorizzata da motori Ferrari per parecchi anni, dal 2006 fu acquisita dal costruttore tedesco BMW, che ne fece la sua scuderia ufficiale.

## Tecnica
La F1.06 disponeva di un motore BMW P86 di 2400 cc a 8 cilindri in grado di sviluppare una potenza massima di 750 CV "limitati" però dai giri massimi del motori, imposti dalla FIA a un massimo di 19.000 g/m. Quest'ultimo veniva gestito da un cambio Paddle-Operated a sette rapporti. L'aerodinamica era stata modificata rispetto al modello precedente per migliorare il flusso aerodinamico del sottoscocca e si è basata sulle ridotte dimensioni del nuovo propulsore e sullo spostamento degli terminali di scarico in una posizione più arretrata rispetto alla Sauber C24. Quest'ultima soluzione era volta a convogliare i fumi di scarico ad alta temperatura verso componenti che ne avrebbero potuto beneficiare come le sospensioni e l'alettone posteriori. Il telaio era monoscocca in fibra di carbonio, mentre l'impianto frenante era costituito da quattro freni a disco carboceramici. Le sospensioni erano a doppi bracci trasversal in configurazione push-rod.

## Carriera agonistica
Il team tedesco conferma Jacques Villeneuve e lo affianca al pilota Nick Heidfeld proveniente dalla Williams.
La scuderia, al suo primo anno sotto la copertura della BMW fu capace di piazzarsi con abbastanza regolarità a punti, Heidfeld riuscì a piazzarsi sul podio (terzo) in Ungheria, mentre Villeneuve fu vittima di un grave incidente in Germania venendo sostituito fino al termine della stagione dal collaudatore Robert Kubica, capace di piazzarsi una volta sul podio (anche lui terzo) in Italia. Al termine della stagione il team si piazza quinto nei costruttori con 36 punti ottenuti; nel piloti Heidfeld è nono, mentre Villeneuve (che sarà sostituito da Kubica stesso al termine della stagione, concludendo la sua carriera in Formula 1) è quindicesimo; Kubica è invece sedicesimo proprio sotto al canadese.

## Piloti
| Piloti ufficiali    | Piloti ufficiali   | Piloti ufficiali |
| Nazione             | Nome               | Numero           |
| ------------------- | ------------------ | ---------------- |
| Germania (bandiera) | Nick Heidfeld      | 16               |
| Canada (bandiera)   | Jacques Villeneuve | 17               |
| Polonia (bandiera)  | Robert Kubica      | 17               |
| Piloti di riserva   |                    |                  |
| Nazione             | Nome               | Numero           |
| Polonia (bandiera)  | Robert Kubica      | 38               |
| Germania (bandiera) | Sebastian Vettel   | 38               |
| Germania (bandiera) | Marco Holzer       | Marco Holzer     |

## Risultati in Formula 1
| Anno | Team       | Motore  | Gomme | Piloti     |     |     |    |    |    |    |    |    |     |     |    |     |    |    |   |    |   |     | Punti | Pos. |
| ---- | ---------- | ------- | ----- | ---------- | --- | --- | -- | -- | -- | -- | -- | -- | --- | --- | -- | --- | -- | -- | - | -- | - | --- | ----- | ---- |
| 2006 | BMW Sauber | BMW P86 | M     | Heidfeld   | 12  | Rit | 4  | 13 | 10 | 8  | 7  | 7  | 7   | Rit | 8  | Rit | 3  | 14 | 8 | 7  | 8 | Rit | 36    | 5º   |
| 2006 | BMW Sauber | BMW P86 | M     | Villeneuve | Rit | 7   | 6  | 12 | 8  | 12 | 14 | 8  | Rit | Rit | 11 | Rit |    |    |   |    |   |     | 36    | 5º   |
| 2006 | BMW Sauber | BMW P86 | M     | Kubica     | SP  | SP  | SP | SP | SP | SP | SP | SP | SP  | SP  | SP | SP  | SQ | 12 | 3 | 13 | 9 | 9   | 36    | 5º   |

| Legenda | 1º posto     | 2º posto | 3º posto    | A punti         | Senza punti/Non class.  | Grassetto – Pole position Corsivo – Giro più veloce |
| Legenda | Squalificato | Ritirato | Non partito | Non qualificato | Solo prove/Terzo pilota | Grassetto – Pole position Corsivo – Giro più veloce |

(*) Indica quei piloti che non terminano la gara ma sono ugualmente classificati avendo coperto, come previsto dal regolamento, almeno il 90% della distanza di gara.